# Dan Simmons
Dan Simmons (Peoria, 4 aprile 1948) è uno scrittore e autore di fantascienza statunitense.
Noto soprattutto per la saga di fantascienza conosciuta come i Canti di Hyperion, Simmons ha sconfinato in diversi altri generi quali l'horror, il giallo e il fantasy, a volte nello stesso romanzo.

## Biografia
Dan Simmons è nato nella cittadina di Peoria nel 1948 e cresciuto poi in varie città e paesi del Midwest, inclusa Brimfield che sarà poi ripresa a modello per la città immaginaria "Elm Haven" che appare nei romanzi L'estate della paura e L'inverno della paura. Dan ha conseguito un Bachelor of Arts in lettere presso il Wabash College nel 1970, vincendo tra l'altro anche un premio nazionale di giornalismo (il Phi Beta Kappa Award). I suoi studi sono poi proseguiti alla Washington University di St. Louis dove ha ottenuto un Master of Education nel 1971. Ha quindi lavorato nel settore dell'educazione elementare per molto tempo: due anni in Missouri, due a Buffalo e quattordici anni in Colorado, dove è stato anche insegnante in una scuola destinata a ragazzi dotati di quoziente intellettivo superiore alla media.
La sua prima opera è stata pubblicata il 15 febbraio 1982, incidentalmente proprio il giorno in cui è nata sua figlia (Jane Kathryn). È però solamente nel 1987 che diventa uno scrittore a tempo pieno abbandonando quindi l'attività di insegnamento. Nel 1995 il Wabash College gli ha attribuito un dottorato ad honorem per il suo contributo all'educazione e alla scrittura. Attualmente vive con la moglie, Karen, nella zona del Colorado Front Range. Per scrivere solitamente si rifugia nella sua casa di montagna alla base dello spartiacque continentale delle Americhe a 8.400 piedi (2500 metri) di altitudine, appena più a sud del parco nazionale delle Montagne Rocciose. A guardia della casa c'è una scultura dello Shrike - una sorta di mostro meccanico che appare nei Canti di Hyperion - alta oltre 2 metri.

## Produzione letteraria
Nei molti generi letterari in cui ha saputo cimentarsi, ma soprattutto nel campo dell'horror, Simmons ha saputo allontanarsi dagli schemi narrativi dominanti nei romanzi dei suoi contemporanei (in particolar modo a non rimanere influenzato dai temi e dall'approccio narrativo caratteristico di Stephen King). Esemplare, in questo senso, la visione iperrealistica e sociologica con cui viene rivisitato il tema dei vampiri in I figli della paura, oppure l'accostamento colto, intriso di citazioni letterarie e di allegorie, con cui si racconta di sovrumani poteri mentali in Gli uomini vuoti o in Danza macabra.
Il ponderoso L'estate della paura invece sembra affrontare, in modo inconsueto, un tema non lontano da quello sviluppato in uno dei più celebri romanzi di King, It, mentre traggono spunto da folclore e religioni esotiche sia Vulcano, ambientato alle isole Hawaii, sia Il canto di Kali, che si svolge in una torbida e infernale, ma proprio per questo indimenticabile, Calcutta. Non sono mancati omaggi alla poesia ed alla letteratura, come nei casi di Il grande amante, dedicato alle trincee della prima guerra mondiale ed ai molti giovani artisti che vi hanno trovato una morte prematura, e The Crook Factory, ispirato alla figura di Ernest Hemingway, inedito in Italia.
Simmons ha inoltre costruito una serie di romanzi di genere thriller e hard boiled intorno ad un personaggio spregiudicato e molto violento, Joe Kurtz, protagonista della trilogia composta da Hardcase - Un caso difficile, Hard Freeze - Un caso glaciale e Hard as Nails - Un caso d'acciaio. Sebbene le storie di Simmons abbiano interessato, con lo stile colto e accurato che contraddistingue questo narratore, quasi tutti i generi narrativi popolari, nessuno dei suoi romanzi è stato finora utilizzato come soggetto per opere cinematografiche. Nel 2018 l'emittente americana AMC ha trasmesso l'adattamento televisivo de "La scomparsa dell'Erebus", The Terror.

### Collegamenti tra le opere
Molti dei personaggi creati dall'autore, risultano comparire in più di un'opera. Da L'estate della paura, ben quattro personaggi ritornano in opere successive, a cominciare dal protagonista Dale Stewart, che ritroviamo in L'inverno della paura, e suo fratello Lawrence Stewart, personaggio minore in Lungo una strada pericolosa; anche il loro amico Mike O'Rourke è presente in qualità di prete cattolico ne I figli della paura, e, per finire, in Vulcano compare la ragazzina Cordie Cooke. Ne Gli uomini vuoti appare per la prima volta Soul Dad, barbone colto di Detroit, che ritroviamo in tutti i libri del ciclo di Joe Kurtz (è stato tradotto in uno dei volumi anche come Superanima) e in Flashback.

## Premi
- Premio Hugo per il miglior romanzo: Hyperion
- Premio Nebula per il miglior romanzo: La caduta di Hyperion
- Premio Locus:
  - Miglior romanzo di fantascienza: Hyperion,[1][2][3] La caduta di Hyperion,[4][5][6] Il risveglio di Endymion,[7][8][9] Ilium[10][11][12]
  - Miglior romanzo horror: Danza macabra,[1][2][3] L'estate della paura,[13][14][15] I figli della paura,[16][17][18] Vulcano[19][20][21]
  - Miglior romanzo breve: Gli orfani di Helix[22][23][24]
  - Miglior racconto lungo: Mezzanotte nel letto dell'entropia,[4][5][6] Tutti i figli di Dracula,[13][14][15] Morire a Bangkok[25][26][27]
- Premio Bram Stoker per il miglior romanzo: Danza macabra

## Opere

### Ciclo deiCanti di Hyperion
- Hyperion (Hyperion, 1989), Interno Giallo, 1991
- La caduta di Hyperion (The Fall of Hyperion, 1990), Interno Giallo, 1992
- Endymion (Endymion, 1995), Mondadori, SuperBlues, 1997
- Il risveglio di Endymion (The Rise of Endymion, 1997), Mondadori, 1999
- Gli orfani di Helix (Orphans of the Helix), romanzo breve contenuto nella raccolta Universi lontani (Far Horizons, 1999), a cura di Robert Silverberg, Sperling & Kupfer, I Libri Della Mezzanotte 2002. Ambientato 481 anni dopo i fatti contenuti ne Il risveglio di Endymion.

### Ciclo diIlium/Olympos
- Ilium (2003) (in Italia Arnoldo Mondadori Editore l'ha diviso in due volumi intitolati L'assedio e La rivolta)
- Olympos (2005) (in Italia Arnoldo Mondadori Editore l'ha diviso in due volumi intitolati La guerra degli immortali e L'attacco dei Voynix)
- Il 9 del mese di AV, racconto contenuto in Destinazione: 31º secolo, a cura di Robert Silverberg e Jacques Chambon, Urania, supplemento al numero 1490. Ambientato circa 1400 anni prima della saga e tra i protagonisti c'è Savi.

### Ciclo diJoe Kurtz
- Hardcase - Un caso difficile (Hardcase, 2001), Giallo Mondadori n. 2837
- Hard Freeze - Un caso glaciale (Hard Freeze, 2002), Giallo Mondadori n. 2922
- Hard as Nails - Un caso d'acciaio (Hard as Nails, 2003), Giallo Mondadori n. 2955

### Ciclo diElm Heaven
- L'estate della paura (Summer of Night, 1991), Interno Giallo, 1994
- I figli della paura (Children of the Night, 1992), I Blues, Arnoldo Mondadori Editore, 1995
- Vulcano (Fires of Eden, 1995), traduzione di Riccardo Valla, in Il grande amante - Vulcano, I Massimi della Fantascienza 38, Arnoldo Mondadori Editore, 1998. ISBN 8804420499
- L'inverno della paura (A Winter Haunting, 2002), Gargoyle, 2007

### Altri romanzi
- Il canto di Kali (Song of Kali, 1985), Interno Giallo, Arnoldo Mondadori Editore, 1993
- Danza macabra (Carrion Comfort, 1989), Interno Giallo, Arnoldo Mondadori Editore, 1992
- Gli uomini vuoti (The Hollow Man, 1992), Mondadori, I Blues, 1995
- Il grande amante (Lovedeath, 1993), traduzione di Riccardo Valla, in Il grande amante - Vulcano, I Massimi della Fantascienza 38, Arnoldo Mondadori Editore, 1998. ISBN 8804420499
- Lungo una strada pericolosa (Darwin's Blade, 2000), Collezione Immaginario Dark, Fanucci, 2001
- La scomparsa dell'Erebus (The Terror, 2007), Mondadori, 2008 - Nuova edizione, col titolo originale, The Terror, Mondadori, 2018
- Drood (Drood, 2009), Scatti, Elliot Edizioni, 2010
- Flashback (Flashback, 2011), Fanucci, tif Extra, 2012
- Everest. Alba di sangue (The Abominable, 2013), Fabbri, 2013

### Racconti
- Mezzanotte nel letto dell'entropia (Entropy's Bed at Midnight, 1990), raccolta
- Prayers to Broken Stones (1990), raccolta; contiene tra gli altri:
  - Metastasi
  - Vanni Fucci è vivo e vegeto e abita all'inferno
  - Le fosse di Iverson

Questi tre racconti, tratti dalla raccolta Prayers to Broken Stones, si trovano nella raccolta Visioni della notte a cura di Douglas E. Winter, edita da Salani Editore, contenente anche racconti di Stephen King e George R.R. Martin:
- Madame Bovary, C'Est Moi, contenuto in Mille e una Galassia a cura di David G. Hartwell, Urania Speciale n. 19
- Tutti i figli di Dracula, contenuto ne Il ritorno di Dracula a cura di Leonard Wolf, Mondadori
- Il naso-bussola di Ulfänt Banderōz, contenuto nell'antologia La Terra al tramonto a cura di George R. R. Martin e Gardner Dozois, Urania n. 1590
- La fotografia di classe, contenuto in Parallaxis

### Opere non tradotte in italiano
- Phases of Gravity (1989)
- Summer Sketches (1992), raccolta
- The Crook Factory (1999)
- Worlds Enough & Time (2002)
- Black Hills (2010)
- The Fifth Heart (2015)